# Soulside Journey
Soulside Journey er det norske black metal-band Darkthrones debutalbum som blev udgivet i 1990 gennem Peaceville Records. Albummet er bemærkelsesværdigt for dens genre, da det er det eneste dødsmetalalbum bandet nogensinde lavede, inden de skiftede over til sortmetalgenren.

## Sporliste
| Nr. | Titel                            | Længde |
| --- | -------------------------------- | ------ |
| 1.  | "Cromlech"                       | 4:11   |
| 2.  | "Sunrise Over Locus Mortis"      | 3:31   |
| 3.  | "Soulside Journey"               | 4:36   |
| 4.  | "Accumulation Of Generalization" | 3:17   |
| 5.  | "Neptune Towers"                 | 3:15   |
| 6.  | "Sempiternal Sepulchrality"      | 3:32   |
| 7.  | "Grave With A View"              | 3:27   |
| 8.  | "Iconoclasm Sweeps Cappadocia"   | 4:00   |
| 9.  | "Nor The Silent Whispers"        | 3:18   |
| 10. | "The Watchtower"                 | 4:58   |
| 11. | "Eon"                            | 3:39   |